# D. Stempel
Die D. Stempel AG war eine deutsche Schriftgießerei. Neben Unternehmen wie der H. Berthold AG, der Bauerschen Gießerei sowie der Gießerei Gebr. Klingspor gehörte sie zu den bedeutenden Schrifthäusern des 20. Jahrhunderts.

## Geschichte

### Von 1895 bis 1945
Das Unternehmen wurde am 15. Januar 1895 von David Stempel (1869–1927) in Frankfurt am Main als Offene Handelsgesellschaft (OHG) gegründet. Sie beschäftigte sich vorerst mit dem Guss von Ausschluss und Füllmaterial sowie der Herstellung von Walzenmasse und Walzen für den Buchdruckereibedarf. 1898 wurden David Stempels Schwager, der Ingenieur Wilhelm Cunz (1869–1951), sowie der Schriftgießer Peter Scondo (1854–1908) Teilhaber. Im gleichen Jahr wurde die Schriftgießerei Juxberg-Rust aus Offenbach übernommen; damit begann die Produktion von Schriften. Es wurden eine Handstempelschneiderei, eine Hausdruckerei, eine Buchbinderei und eine eigene Maschinenfabrik zur Herstellung von Spezialmaschinen und Hilfsapparaten für die eigene Gießerei eingerichtet.
1900 wurde Stempel exklusiver Schriftenlieferant für die von der deutschen Linotype-Gesellschaft vertriebenen Matrizen für die Linotype-Setz- und Gießmaschine. Bis 1974 erschienen jedoch fast alle Schriften auch für den Handsatz.

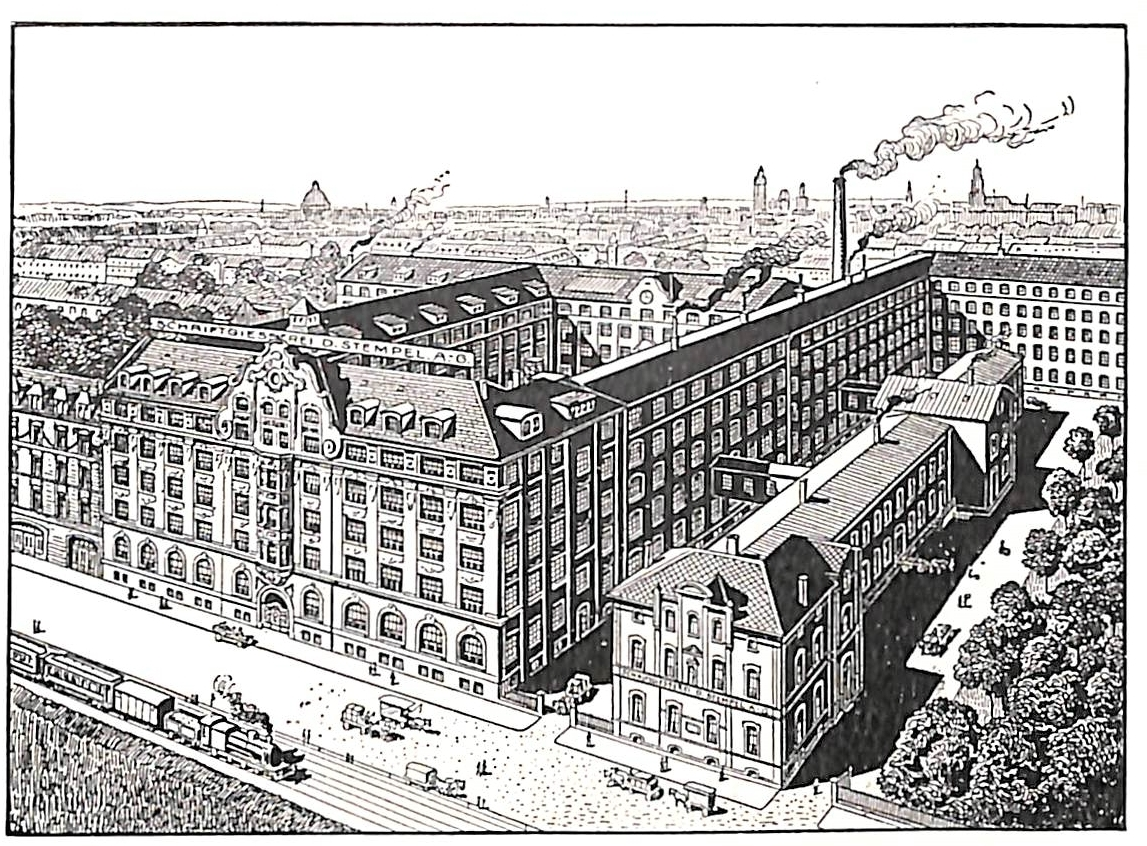
Fiktive Ansicht der Schriftgießerei von D. Stempel aus dem Jahre 1913

Über den Zwischenschritt einer Gesellschaft mit beschränkter Haftung (GmbH) 1901 wurde das Unternehmen 1905 in eine Aktiengesellschaft umgewandelt. 1910 bezog das Unternehmen ein neues fünfgeschossiges Fabrikgebäude in der Hedderichstraße in Frankfurt-Sachsenhausen.
Mehrere Übernahmen – wie 1919 der Bestände der Schriftgießerei W. Drugulin – bescherten der Stempel AG zahlreiche wertvolle Originalmatrizen vergangener Jahrhunderte. Aus diesen Beständen wurden in den folgenden Jahren unter gewissenhafter Anpassung immer wieder Klassiker in die Moderne gerettet. Zu einer solchen Neuauflage möglichst nah am Original gehörten auch die auf Drucken Claude Garamonds sowie Andreas Weichsels basierenden Schriften der Garamond-Familie, die als Stempel Garamond ab 1925 bei der D. Stempel AG erschienen. 1935 bis 1937 erschienen sechs Schnitte von Friedrich Heinrichsens Gebrochener Grotesk Gotenburg.
Im Jahr 1941 wurde die in Berlin ansässige Mergenthaler Setzmaschinen-Fabrik GmbH, Tochter der Mergenthaler Linotype Company aus Brooklyn, New York, Mehrheitseigner.

### Von 1945 bis 1985
In den Jahren ab 1950 erschienen einige der wichtigsten Schriften Hermann Zapfs, so 1950 Palatino und Gilgengart, 1952 Virtuosa und Melior, 1953 die Schmuckschrift Saphir und 1958 der Klassiker Optima. Auch Zapfs Frau Gudrun Zapf-von Hesse veröffentlichte bei Stempel, beispielsweise die Diotima-Gruppe ab 1953.

1954 wurde die D. Stempel AG durch die Übernahme von der H. Berthold AG gehörenden Anteilen Mehrheitseigner der Haas’schen Schriftgiesserei. Die Verbindung von Stempel und Haas geht bis 1927 zurück, dem Jahr der Beteiligung der D. Stempel AG an der Haas’schen Schriftgiesserei.

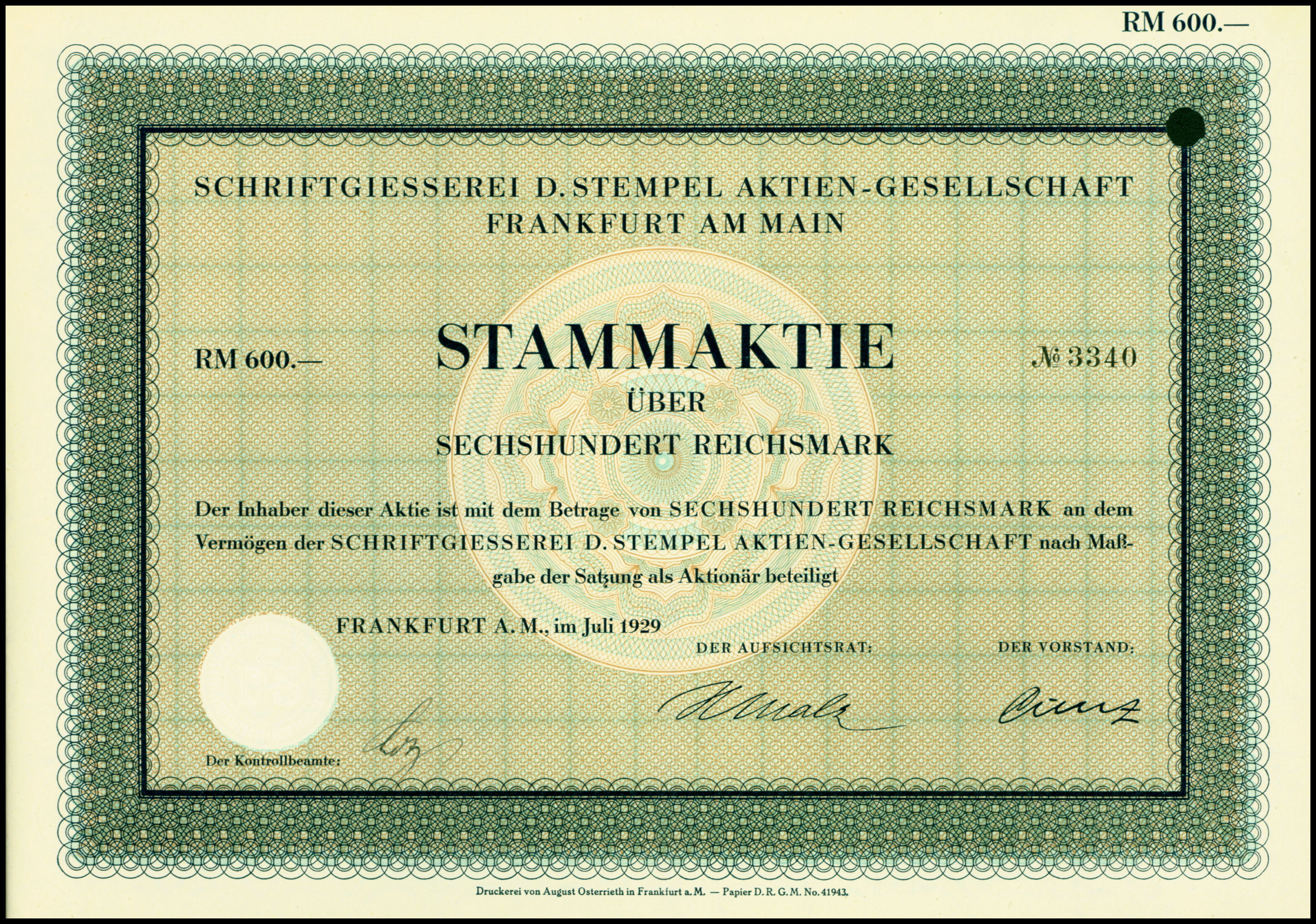
Aktie über 600 RM der Schriftgiesserei D. Stempel AG vom Juli 1929

Seit der Vereinbarung einer Interessengemeinschaft mit Gebr. Klingspor 1917 erweiterte Stempel auch sein Engagement bei Klingspor immer mehr. 1956 wurde der Rest des Unternehmens und dessen Schriftprogramm übernommen.
1961 erschien bei der D. Stempel AG die Helvetica, bei Haas als Neue Haas-Grotesk von Max Miedinger entworfen und nach der Übernahme durch D. Stempel AG weltweit vertrieben. Mittlerweile ist sie ein Klassiker und eine der meistverbreiteten Schriften.
1967 wurde die von manchen immer noch als idealtypische Garamond bezeichnete Sabon Jan Tschicholds vorgestellt. Sie war eine Gemeinschaftsarbeit von D. Stempel, Linotype GmbH und Monotype, da die deutschen Drucker nach einer Schrift verlangten, die ohne Anpassungen auf beiden Typen von Setzmaschinen läuft.
1968 begann die Schriftträgerfertigung für Linotype-Fotosatzmaschinen und damit der Umstieg auf eine neue Schriftentechnologie. Im gleichen Jahr erschien auch die Syntax Hans Eduard Meiers, der bereits 1955 mit der Arbeit an dieser Schriftfamilie begonnen hatte.

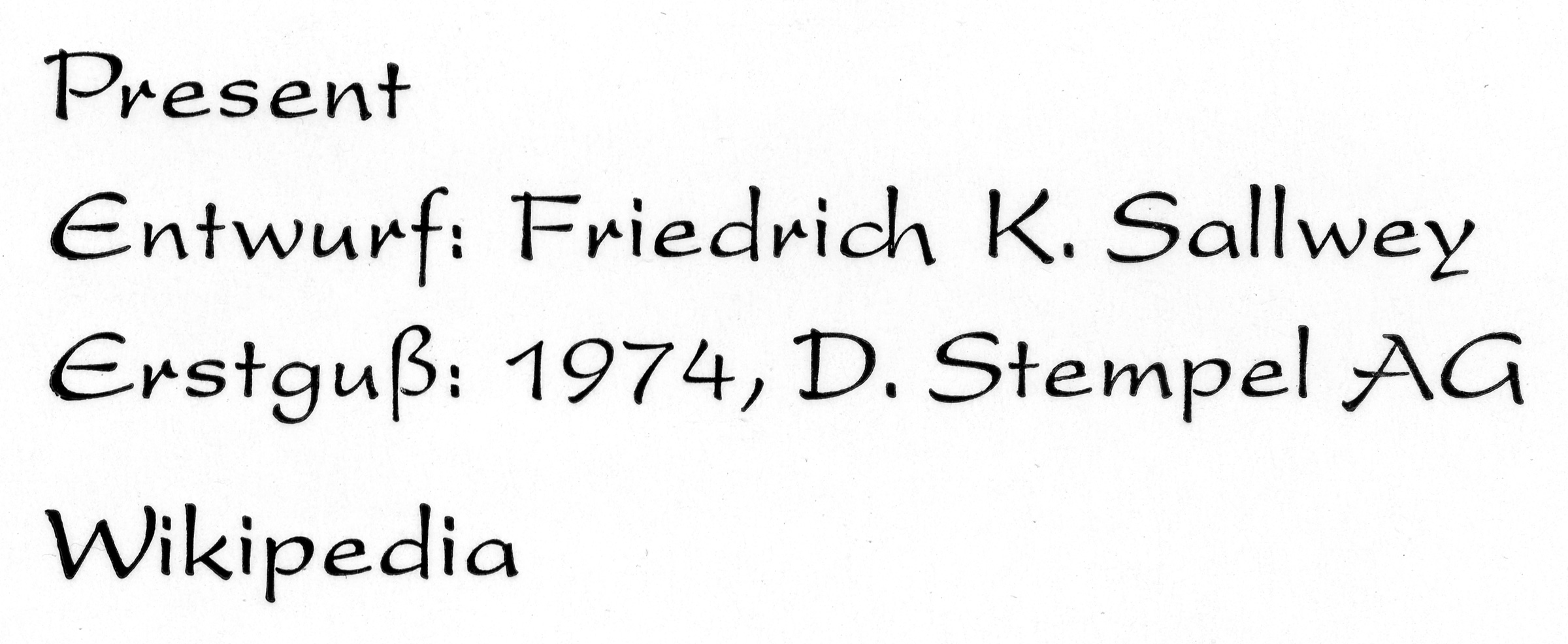
Originalabzug der Bleisatzschrift Present

1974 erschien mit der Present Stempels letzte Handsatzschrift. 1977 begann die Herstellung eigener Fotosatzgeräte wie der Stempel typomatic und digitaler Fonts beispielsweise für die Linotype CRtronic. Dies erfolgte jedoch erst um einiges später als beim Rest der Industrie. Ein Jahr später wurde die Schriftgussabteilung von Berthold & Stempel an Haas übergeben. 1983 wurde die Fertigung von Matrizen für die Linotype-Setzmaschine eingestellt.
Foto- und Computersatz ließen den Markt für Bleisatzschriften erheblich schrumpfen. 1985 beschloss der Mehrheitseigner Linotype GmbH die Auflösung der D. Stempel AG. Die verbliebene Schriftträgerfertigung für den Fotosatz ging in der Linotype GmbH auf. 1986 wurden die Maschinen und sonstigen Geräte der Schriftgießerei Stempel von Frankfurt nach Darmstadt in das Haus für Industriekultur verlagert. Der Vertrieb von Bleisatzschriften wurde nun von der Schriftenservice D. Stempel GmbH übernommen, die heute ein Geschäftszweig der Walter Fruttiger AG in Münchenstein ist. Die digitalen Schriften werden von der Linotype GmbH in Bad Homburg vor der Höhe vertrieben. Die Anteile der D. Stempel AG i. A. werden heute von der Heidelberger Druckmaschinen AG gehalten.